# Cárcel de Uribana
La cárcel de Uribana, llamada oficialmente como Centro Penitenciario David Viloria está ubicado en Barquisimeto, estado Lara, Venezuela. Fue construido en 1998 para 850 reclusos y actualmente cuenta con al menos 1.900 reclusos.

## Historia
Se construyó en 1998 con el fin de descongestionar el antiguo Internado Judicial de Barquisimeto (conocido como "la cárcel de la 13") y también desalojar del casco urbano de la ciudad a la población penitenciaria ya que podría representar un riesgo para la seguridad ciudadana.
La Comisión Interamericana de Derechos Humanos ha informado que en esta prisión se organizan periódicamente peleas entre presos para una audiencia. Esta práctica se llama "El Coliseo".  En 2007 una matanza en la prisión dejó 16 muertos y 13 heridos de gravedad. En 2010, al menos 4 reclusos murieron y más de 113 resultaron heridos. En 2012, The New York Times también informó sobre la situación en esta prisión. Al menos 63 personas murieron durante la Masacre de Uribana en enero de 2013.
En 2014 se inició una huelga en el penal en protesta a los maltratos recibidos por las autoridades. En diciembre 40 custodios murieron debido a una intoxicación. En 2016 catorce personas fueron secuestradas dentro del penal y un custodio resultó muerto. Se reportaron seis reclusos muertos en enero de 2019. En 2021 otro motín resultó en un muerto y diez heridos, además del secuestro del director del penal Rafael Ramírez.